# Nicolae Paulescu

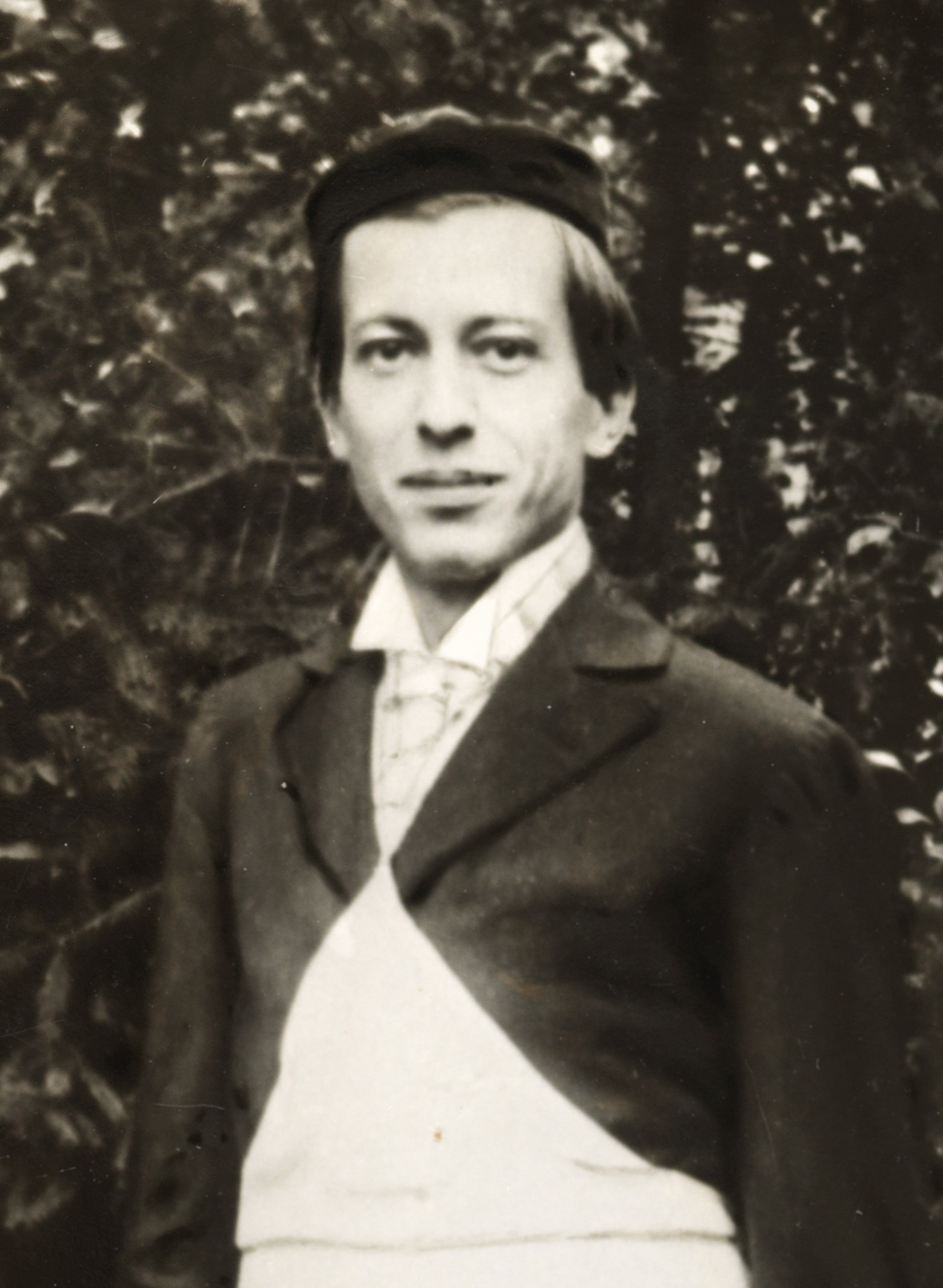
Nicolae Paulescu 1897-ben

Nicolae Paulescu (Bukarest, 1869. október 30. – Bukarest, 1931. július 17.) román fiziológus, orvos, professzor.
Paulescu 1922-ben szabadalmaztatta a pankreinkészítést Romániában.